# New Ipswich
New Ipswich es un pueblo ubicado en el condado de Hillsborough en el estado estadounidense de Nuevo Hampshire. En el Censo de 2010 tenía una población de 5.099 habitantes y una densidad poblacional de 59,55 personas por km².

## Geografía
New Ipswich se encuentra ubicado en las coordenadas 42°44′47″N 71°52′28″O / 42.74639, -71.87444. Según la Oficina del Censo de los Estados Unidos, New Ipswich tiene una superficie total de 85.63 km², de la cual 84.81 km² corresponden a tierra firme y (0.96%) 0.82 km² es agua.

## Demografía
Según el censo de 2010, había 5.099 personas residiendo en New Ipswich. La densidad de población era de 59,55 hab./km². De los 5.099 habitantes, New Ipswich estaba compuesto por el 97.86% blancos, el 0.24% eran afroamericanos, el 0.18% eran amerindios, el 0.31% eran asiáticos, el 0.08% eran isleños del Pacífico, el 0.14% eran de otras razas y el 1.2% pertenecían a dos o más razas. Del total de la población el 1.73% eran hispanos o latinos de cualquier raza.